# The End of Heartache
The End of Heartache är Killswitch Engages tredje album, utgivet 2004. Sångaren Howard Jones medverkar.

## Låtlista
1. A Bid Farewell
2. Take This Oath
3. When Darkness Falls
4. Rose Of Sharyn
5. Inhale
6. Breathe Life
7. The End Of Heartache
8. Declaration
9. World Ablaze
10. And Embers Rise
11. Wasted Sacrifice
12. Hope Is...